# Агаракське мідно-молібденове родовище
Аґаракське мідно-молібденове родовище — родовище мідно-молібденових руд біля міста Аґарак, марз (область) Сюнік, Вірменія.

## Характеристика
Площа бл. 1 км², розташоване в південно-схід. відрогах Зангезурського хребта на півд. околиці Памбак-Зангезурської структурно-металогеніч. зони. Родов. пов’язане із зоною Спетрінського розлому, що розтинає в меридіональному напрямі Мегринський плутон гранітоїдів. Вміщаючі породи — ґраносієніти (крайова фація монцонітів), прорвані штоком і дайками ґранодіорит-порфірів. Рудний штокверк утворює зону протяжністю 1 км, що прослідковується на глибину до 600 м. Головні рудні мінерали: пірит, халькопірит, молібденіт,  борніт, халькозин, ковелін, місцями магнетит і гематит; жильні мінерали: кварц, серицит, хлорит, епідот, карбонати. Найбільша концентрація рудних мінералів — вздовж схід. контакту штоку ґранодіорит-порфіру з ґраносієнітами, а також в тектоніч. зонах півн.-схід. напряму. Руди прожилково-вкраплені, зі співвідношенням Мо:Cu = 1:20. Осн. корисні компоненти руд: мідь, молібден і сірка.

## Технологія розробки
Родов. розробляється відкритим способом. Вилучення руди — 95%, розубожування — 4%. Технологія збагачення — колективно-селективна флотація, дозволяє отримувати 49-50% молібденового і 15% мідного концентратів; при цьому вилучення по молібдену 76-77%, по міді 79-80%.